# 联合国大会决议
联合国大会决议由联合国全体成员国投票决定，大部分只要获得参与投票（即排除那些未投票或投弃权票的成员国）的过半数以上成员国的支持即获得通过。但是凡涉及“维持国际和平及安全之建议、安全理事会非常任理事国之选举、经济及社会理事会理事国之选举、托管理事会理事国之选举、对于新会员国加入联合国之准许、会员国权利及特权之停止、会员国之除名、关于施行托管制度之问题，以及预算问题”等“重要问题之决议”，则需要获得参与投票的三分之二以上成员国的支持才可通过。联合国大会通过的决议并无任何法律约束力，仅有道德上的意义。

## 重要的联合国决议
- 1946年的聯合國大會第66號決議：依照宪章第73条第（辰）款递送情报书；
- 1947年的聯合國大會第172號決議：条约与国际协定的登记及公布；
- 1947年的聯合國大會第181號決議：分割英属巴勒斯坦的决定，成立巴勒斯坦與以色列；
- 1951年的聯合國大會第498號決議：譴責中華人民共和國入侵朝鮮半島並大規模攻擊聯合國部隊的侵略與敵對行動。[2][3][4]
- 1951年的聯合國大會第500號決議：就中華人民共和國與北韓在朝鮮半島的侵略實施貿易禁運。[4]
- 1952年的聯合國大會第505號決議：蘇聯違反1945年8月14日中蘇友好同盟條約及聯合國憲章，以致威脅中國（中華民國）政治獨立與領土完整及遠東和平案
- 1960年的聯合國大會第1514號決議：关于准许殖民地国家及民族独立的宣言；
- 1960年的聯合國大會第1541號決議：会员国确定是否负有义务递送宪章第73条第（辰）款规定的情报所应遵循的原则；
- 1961年的聯合國大會第1654號決議：准许殖民地国家及民族独立宣言的实施情形；
- 1962年的聯合國大會第1761號決議：建议对施行种族隔离政策的南非实施制裁；
- 1971年的聯合國大會第2758號決議：恢復中华人民共和国在联合国组织中的合法权利问题；
- 1975年的联合国大会第3379号决议：认为錫安主義是一种种族主义和种族歧视政策；之後於1991年的聯合國大會第46/86號決議撤銷。
- 1979年的聯合國大會第34/37號決議（英语：United Nations General Assembly Resolution 34/37）：譴責摩洛哥對西撒哈拉的佔領，並敦促其終止佔領。
- 1991年的联合国大会第46/86号决议：撤銷联合国大会第3379号决议。
- 1993年的聯合國大會第47/121號決議：譴責波斯尼亞塞族對波斯尼亞穆斯林的種族清洗是種族滅絕行為。
- 2002年的聯合國大會第55/56號決議：通過《金伯利進程國際證書制度》。
- 2008年的聯合國大會第62/243號決議（英语：United Nations General Assembly Resolution 62/243）：支持阿塞拜疆在其國際公認邊界內的主權和領土完整，要求「所有亞美尼亞軍隊立即、完全和無條件地從阿塞拜疆所有被佔領土（納戈爾諾-卡拉巴赫地區）撤出。」
- 2012年的联合国大会第67/19号决议：巴勒斯坦獲得聯合國觀察員國地位。
- 2014年的聯合國大會第68/262號決議：烏克蘭的領土完整。
- 2017年的联合国大会第A/RES/ES-10/19号决议：耶路撒冷地位问题。
- 2022年3月2日的聯合國大會第ES-11/1號決議：譴責俄羅斯入侵烏克蘭，有141個國家支持，票數百分比為77.90% 。
- 2022年3月24日的聯合國大會第ES-11/2號決議：決議包括要求推動建立人道主義走廊，並要求停止戰鬥和撤軍，有140個國家支持票數百分比為76.50% 。
- 2022年4月7日的聯合國大會第ES-11/3號決議：包括提議暫停俄羅斯在聯合國人權理事會的成員資格，有93個國家支持，票數百分比為79.49% 。
- 2022年10月12日的联合国大会第ES-11/4号决议：包括宣布，根據國際法，俄羅斯在頓涅茨克州，赫爾松州，盧甘斯克州和扎波羅熱州舉行的全民投票及其吞併企圖是無效且非法的，有143個國家支持，票數百分比為78.14% 。